# إبراهيم أصلان
إبراهيم أصلان (3 مارس 1935 - 7 يناير 2012) أحد أبرز كتاب جيل «الستينات» في مصر.

## سيرته
ولد إبراهيم أصلان بقرية شبشير الحصة التابعة لمركز طنطا بمحافظة الغربية ونشأ وتربى في القاهرة وتحديدا في حي إمبابة والكيت كات، وقد ظل لهذين المكانين الحضور الأكبر والطاغي في كل أعمال الكاتب بداية من مجموعته القصصية الأولى «بحيرة المساء» مرورا بعمله وروايته الأشهر «مالك الحزين»، وحتى كتابه «حكايات فضل الله عثمان» وروايته «عصافير النيل» وكان يقطن في الكيت كات حتى وقت قريب ثم انتقل للوراق ثم المقطم.
لم يحقق أصلان تعليما منتظما منذ الصغر، فقد التحق بالكتّاب، ثم تنقل بين عدة مدارس حتى استقر في مدرسة لتعليم فنون السجاد لكنه تركها إلى الدراسة بمدرسة صناعية. التحق إبراهيم أصلان في بداية حياته بهيئة البريد وعمل لفترة كبوسطجى ثم في إحدى المكاتب المخصصه للبريد وهي التجربة التي ألهمته مجموعته القصصيه «ورديه ليل». ربطته علاقة جيدة بالأديب الراحل يحيى حقي ولازمه حتى فترات حياته الأخيرة ونشر الكثير من الأعمال في مجلة «المجلة» التي كان حقي رئيس تحريرها في ذلك الوقت. لاقت أعماله القصصية ترحيبا كبيرا عندما نشرت في أواخر السيتينات وكان أولها مجموعة «بحيرة المساء» وتوالت الأعمال بعد ذلك إلا أنها كانت شديدة الندرة، حتى كانت روايته «مالك الحزين» وهي أولى رواياته التي أدرجت ضمن أفضل مائة رواية في الأدب العربي وحققت له شهره أكبر بين الجمهور العادي وليس النخبة فقط. التحق في أوائل التسيعنيات كرئيس للقسم الأدبي بجريدة الحياة اللندنية إلى جانب رئاستة لتحرير إحدى السلاسل الأدبية بالهيئة العامة لقصور الثقافة إلا أنه استقال منها إثر ضجة رواية وليمة لأعشاب البحر للروائي السوري حيدر حيدر.توفي في السابع من يناير عام 2012 عن عمر يناهز 77 عاماً.

## أعماله

### المجموعات القصصية
- بحيرة المساء. مجموعته القصصية الأولى، صدرت في أواخر الستينيات.
- يوسف والرداء.
- وردية ليل.الكنيسة نورة

### الروايات
- مالك الحزين.
- عصافير النيل.
- حجرتان وصالة
- صديق قديم جدا

### كتابات أخرى
- خلوة الغلبان.
- حكايات من فضل الله عثمان.
- شيء من هذا القبيل.

## الكيت كات
حققت رواية مالك الحزين نجاحا ملحوظا على المستوى الجماهيري والنخبوي ورفعت اسم أصلان عاليا بين جمهور لم يكن معتادا على اسم صاحب الرواية بسبب ندره أعماله من جهة وهروبه من الظهور الإعلامي من جهة أخرى، حتى قرر المخرج المصري داوود عبد السيد ان تحويل الرواية إلى فيلم تحت عنوان الكيت كات وبالفعل وافق أصلان على إجراء بعض التعديلات الطفيفة على الرواية أثناء نقلها إلى وسيط أخر وهو السينما، وبالفعل عرض الفيلم وحقق نجاحا كبيرا لكل من شاركوا فيه وأصبح الفيلم من أبرز علامات السينما المصرية في التسعينات.

## أزمة وليمة لاعشاب البحر
كان إبراهيم أصلان أحد أطراف واحدة من أكبر الأزمات الثقافية التي شهدتها مصر دون أن يرغب في ذلك، وذلك في سنة 2000م حين نشرت رواية وليمة لأعشاب البحر لكاتبها حيدر حيدر وهو روائي سوري، ضمن سلسلة آفاق عربية التي تصدر عن وزارة الثقافة المصرية وكان يرأس تحريرها إبراهيم أصلان.
تزعمت صحيفة الشعب والتي كانت تصدر عن حزب العمل من خلال مقالات للكاتب محمد عباس حملة على الرواية حيث أعتبر الكاتب أنها تمثل تحديا سافرا للدين والأخلاق، بل وأنها تدعو إلي الكفر والإلحاد. مما أثار جدلا عارما في الأوساط الثقافية، وحشد طلاب الأزهر العديد من المظاهرات يعد أن استفزتهم المقالات التي تصدت للرواية وترفضها ظنا منهم أنها ضد الدين بالفعل، ولم تهدأ الأوضاع وحقق مع إبراهيم أصلان وتضامن معه الكثير من الكتاب والأدباء والمفكرين، غير أن مجمع البحوث الإسلامية التابع للأزهر قد أدان الرواية والقائمين علي نشرها في مصر وأعتبروها خروجا عن الآداب العامة وضد المقدسات الدينية.

## جوائز
حصل إبراهيم على عدد من الجوائز منها:
- جائزة طه حسين من جامعة المنيا عن رواية «مالك الحزين» عام 1989م.
- جائزة الدولة التقديرية في الآداب عام 2003م – 2004م.
- جائزة كفافيس الدولية عام 2005م.
- جائزة ساويرس في الرواية عن «حكايات من فضل الله عثمان» عام 2006م.
- جائزة النيل للآداب عام 2012.

## موقفة السياسي
أيد الكاتب أبراهيم أصلان حركة التغيير التي تبناها الدكتور محمد البرادعي، ووافق على مطالب السبعة للجمعية الوطنية للتغيير، وتم الاتفاق على إصدار وثيقة يصيغها الأدباء والمثقفون، منهم الكاتب إبراهيم أصلان، في مصر لوضع مشروع سياسي وفكري للدولة المدنية التي تطالب الجمعية الوطنية للتغيير بها، وكذلك الإجابة عن الأسئلة المطروحة حول الدولة التي يريد المصريون إقامتها.

## وصلات خارجية
- إبراهيم أصلان على موقع أرشيف الشارخ.
- موقع الكاتب إبراهيم أصلان
- صفحة إبراهيم أصلان على موقع السينما العربية